# Monasterio de Nuestra Señora del Monte Calvario
El Monasterio de Nuestra Señora del Monte Calvario, en el lugar de La Corenzuela, fue un convento de carmelitas descalzos fundado en 1576 con frailes provenientes de La Peñuela. Se estableció con fondos dados por la comunidad del cercano convento de carmelitas descalzas de Beas de Segura, siendo su priora Ana de Jesús.
Entre 1578 y 1579 fue prior san Juan de la Cruz.

## Adquisición
El monasterio carmelitas descalzos de La Peñuela había sido fundado el 29 de junio de 1573.
Entre finales de agosto y principios de septiembre de 1576 se celebró el primer capítulo de los carmelitas descalzos en Almodóvar del Campo y se decretó el traslado a otro lugar del Monasterio de La Peñuela (en el actual municipio de La Carolina, en la provincia de Jaén), por estar en sitio aislado en Sierra Morena. Ana de Jesús tenía conocimiento que allí moraban los frailes desde 1573, pero estaba a seis leguas de Beas y eso era mucha distancia. Ella sabía que sin asistencia espiritual, el nuevo convento corría peligro. Dio casualidad que pasó por Beas el superior de La Peñuela, el P. Gabriel de la Concepción, y le comentó sus preocupaciones ante tal situación y el carecer el convento de Beas de dirección espiritual por parte de los descalzos. Por aquellos días murió el dueño de unos huertos y cortijo que estaba a poco más de una legua de Beas, los herederos querían vender, por lo que se le presentó una buena oportunidad para comprar. 
También en aquel otoño de 1576 la comunidad tuvo problemas con un mayordomo que habían nombrado en la villa de Beas, era Alonso Montalvo, un antepasado suyo luchó en la batalla de Pavía y logró apresar al rey francés Francisco I y recibió en recompensa la vaina de su espada y un juro perpetuo, por lo que no era de noble linaje. Las monjas tenían unas rejas que daban a la iglesia y así podían oír misa; esas rejas daban a la capilla donde estaban enterrados los familiares de Catalina de Jesús y su hermana María, hermanas fundadoras. Alonso pretendía cerrar esas rejas y llevó la causa al consejo de Órdenes. Ana de Jesús se apresuró en informar a la santa, y esta a su vez tomó cartas en el asunto:

Ahora se les levanta un pleito, escribe al P. Ambrosio Mariano, que esta en la Corte: Mire V. R. lo que puede hacer, que con hablar a ese D. Antonio Pérez sería lo que hiciese al caso, y decir cuán altas están las rejas y que a nosotras va más que a ellos no les dar pesadumbre.
Carta 130, 27 (21 de octubre de 1576)

El pueblo vio injusta tal medida, y Alonso de Montalvo comentó con reto: Dentro de tres días se cerraran esas rejas o mis ojos, y al tercer murió ese señor ante el asombro de todos. Aunque anular la provisión que se despachó al consejo de Órdenes siguió adelante un largo pleito. 
En los últimos meses de 1576 entraron nuevas novicias al convento, y cada una de ellas aportaron buena dote: Magdalena del Espíritu Santo aportó una dote de 400 ducados, a los pocos días entró una sobrina de las fundadoras, llamada Luisa del Salvador, que dio de dote 1400 ducados, dos meses después entró Leonor Bautista, con 500 ducados y Francisca de la Madre de Dios, que llevó 500 ducados de dote. 
Así tuvo la priora para ir sufragando los pleitos y para dar los 400 ducados que costó el cortijo de La Corenzuela y acondicionarlo como convento para poder residir allí los frailes. Fue necesario repartir parte de los muebles que el convento tenía con la nueva adquisición, que paso a llamarse desde entonces Monasterio de Nuestra Señora del Monte Calvario.

## Los priores
Una vez que se hizo la transacción para erigir el nuevo monasterio y se acondicionó como tal, su primer vicario fue fray Pedro de los Ángeles. Las monjas no estuvieron muy contentas al principio con los resultados obtenidos. Se quejaban y con razón de que los frailes no atendían sus obligaciones, y se quejaba Ana de Jesús de no tener la hermanas Un confesor a quien abrir su almas.
San Juan de la Cruz, en diciembre de 1577 sufrió cautiverio en el convento de carmelitas calzados de Toledo, tras ser apresado en Ávila con su compañero Germán de San Matías. Consiguió escapar en agosto de 1578, y tras unos días en el Hospital de Santa Cruz de Toledo, es informado por unos compañeros de que se iba a celebrar un segundo capítulo de los carmelitas descalzos en Almodóvar del Campo y llegó allí. En Almodóvar se decidió nombrar provincial de los descalzos a fray Antonio de Jesús y enviar a Roma para arreglar los asuntos con los calzados ante la Santa Sede a fray Pedro de los Ángeles, que era entonces prior del Monasterio de Nuestra Señora del Monte Calvario, y en ausencia suya se nombró prior a San Juan de la Cruz.
San Juan de la Cruz pasó por Beas en octubre de 1578, después de celebrado el Capítulo de Almodóvar. El monasterio del Calvario dista de Beas a casi dos leguas, se encuentra en un lugar muy abrupto de la sierra de Segura, concretamente en la comarca de la Las Villas, con abundancia de agua y frondosa vegetación; al fondo del valle corren las aguas del río Guadalquivir y, algo más arriba, siguiendo el cauce del río, esta el Tranco de Beas. Allí encontró esa paz espiritual que él buscaba.
San Juan de la Cruz se desplazaba desde el Monasterio del Calvario para ejercer de confesor y director espiritual de las carmelitas descalzas de Beas de Segura, por indicación de santa Teresa de Jesús a Ana de Jesús.

## Jurisdicción
Tras la reconquista de Beas en 1235 por Fernando III y la donación de la villa y sus términos a su canciller Juan de Osma, obispo de Osma, a título personal y no a la iglesia; el rey le dio una serie de privilegios en beneficio para la repoblación. En 1239 el de Osma permutó la villa de Beas a la Orden de Santiago por otras tierras en la parte de Soria. Entonces el rey amplió esos privilegios otorgando Fuero Juzgo, Carta Puebla y mero et mixto imperio, entre otros, quedando fijados sus términos entre el Adelantamiento de Cazorla, el río Guadalquivir y el Guadalimar, Chiclana y Segura de la Sierra. Más adelante la Orden de Santiago dotó a Beas de vicaria con vicario propio, que acogía a su vez Chiclana, dependiendo del priorato de Uclés y por tanto exenta de cualquier jurisdicción eclesiástica, tanto de Toledo, Jaén o Cartagena. Respecto al partido judicial, perteneció al Campo de Montiel, con sede en Montiel y en el siglo XVI, este fue trasladado a Infantes. Los términos permanecieron inamovibles durante siglos.
En 1748 se creó la Provincia Marítima de Segura de la Sierra como zona de los montes de la marina, abarcando parte de las actuales provincias de Jaén, Ciudad Real y Albacete. La madera extraída de esta provincia marítima era traslada hasta Cartagena, la parte correspondiente al Segura, y a Cádiz a través del Guadalquivir, siendo aprovechado su uso principalmente para la construcción de navíos de guerra, y en menor medida a otros usos como la fábrica de tabacos de Sevilla y de Cádiz, al igual que la techumbre de la catedral de Jaén. Está provincia permaneció hasta la abolición montes de la marina y su posterior inclusión en la provincia de Jaén en 1833.
Tras la enajenación de montes sufrida en sus respectivos términos municipales, además de no dejar pastar al ganado en sus sierras, y con el apropio del rey de la madera sacada para la construcción de bajeles. Ante tal barbarie deciden presentar reclamación las villas de Villanueva del Arzobispo, Villacarrillo, Sorihuela del Guadalimar e Iznatoraf, siendo atendida y dando término mancomunado, quitando término municipal a Beas de Segura y a Hornos para la creación de la sierra de las cuatro Villas.
El monasterio del Calvario perteneció al término municipal de Beas de Segura. Tras la modificación de sus linderos en el siglo XIX pasó al término de Villanueva del Arzobispo.

## Continuidad del monasterio de La Peñuela
El 15 de agosto de 1577 La Peñuela volvió a poblarse de religiosos, a petición de muchos caballeros de Baeza y Linares.